# Kaiduli
Kaiduli (en rus: Кайдулы) és un poble de l'óblast de Kémerovo, a Rússia, que en el cens del 2010 tenia 115 habitants, pertany al districte de Mariïnsk.